# Рюхина улица

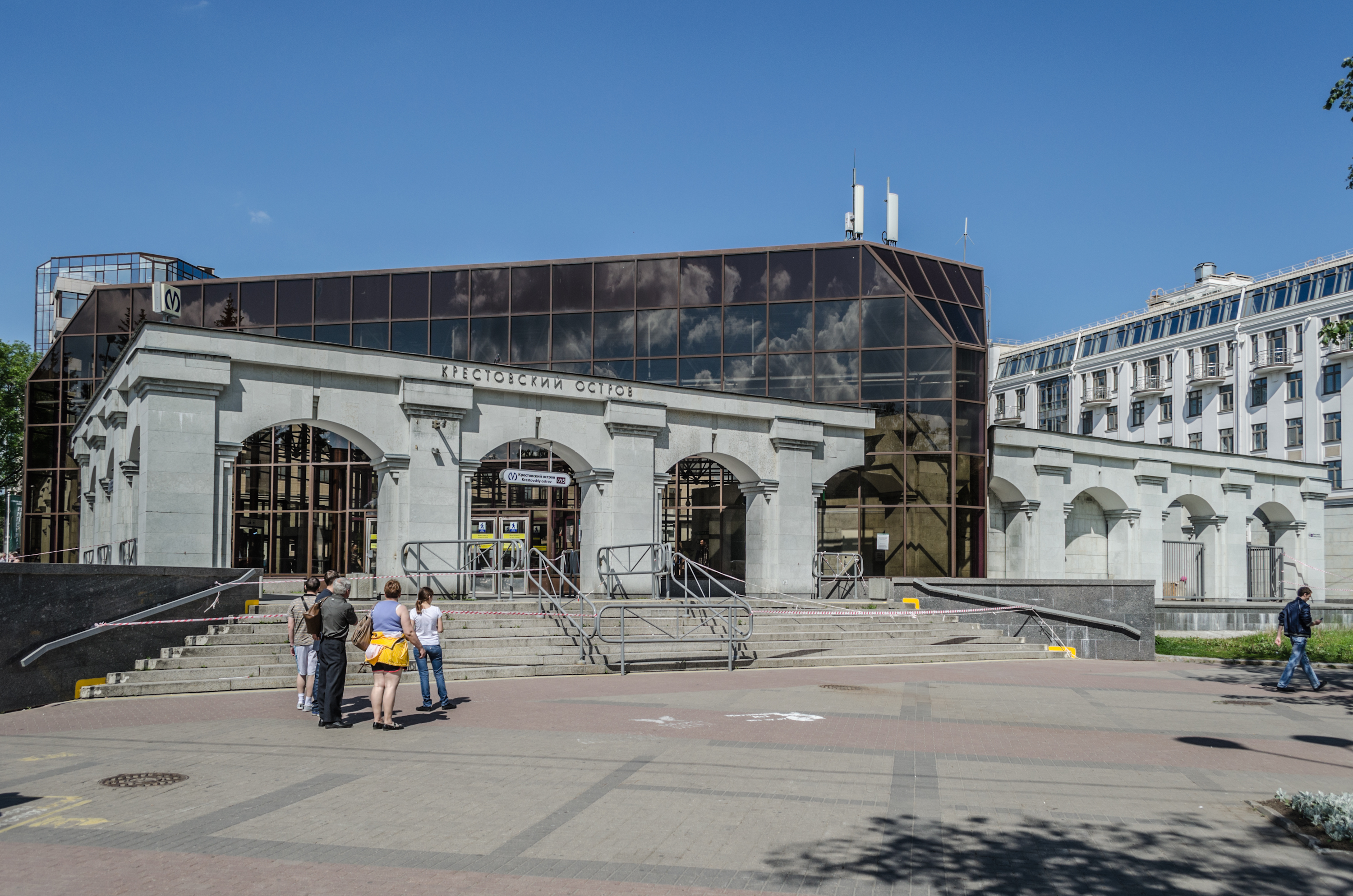
Павильон станции метро «Крестовский остров»

Рю́хина улица — небольшой проезд в Петроградском районе Санкт-Петербурге. Проходит на Крестовском острове от набережной Мартынова до Крестовского проспекта.

## История
Так был переименован 6 апреля 1925 года Белосе́льский проспект, названный по бывшим владельцам острова. Тогда Крестовский остров планировалось превратить в спортивный комплекс, поэтому многие улицы получили свои «спортивные» названия. В названии Рюхиной содержится слово рюха — предмет для игры в городки.
В 1999 году на углу Рюхиной улицы и Морского проспекта была открыта станция метро «Крестовский остров».
До 2001 года на углу с Кемской улицей была конечная станция троллейбуса. Последний ходивший маршрут — № 12.

## Достопримечательности
- Вдоль нечётной стороны улицы идёт ограда Приморского парка Победы.
- На углу с Кемской улицей у ресторана «Bullhouse» установлена скульптура быка.

Скульптура быка у ресторана «Bullhouse», а за ним — Рюхина улица